# Hébécourt (Somme)
Hébécourt è un comune francese di 510 abitanti situato nel dipartimento della Somme nella regione dell'Alta Francia.

## Società

### Evoluzione demografica
Abitanti censiti